# Märtyrertum in der palästinensischen Gesellschaft
Das Märtyrertum (arabisch استشهاد, DMG istišhād) hat in der palästinensischen Gesellschaft nicht nur eine religiös-symbolische Bedeutung, sondern wird auch als zentrales militärisches Mittel im Israelisch-palästinensischen Konflikt genutzt. Der Begriff Shahid wird von Palästinensern verwendet, um jeden getöteten palästinensischen Zivilisten oder Kämpfer zu bezeichnen, unabhängig von seiner religiösen Zugehörigkeit und unabhängig davon, ob er oder sie durch einen gezielten Angriff getötet wurde oder nicht. Anfangs war das Konzept der Selbstaufopferung für eine Sache unter den palästinensischen Fedajin populär, die sich aktiv am militärischen Kampf gegen Israel und die israelische Besatzung beteiligten, wobei das Konzept in den 1960er Jahren seinen Höhepunkt erreichte.
Verschiedene Palästinensische militante Gruppen, darunter die Hamas, der Islamische Dschihad in Palästina (PIJ) und andere islamistische Gruppen, zum Beispiel die Mudschahidin, wurden von der Kultur des Märtyrertums beeinflusst und haben dazu beigetragen, sie zu verbreiten. Sie betrachten das Märtyrertum als das ultimative Opfer für ihre Sache und zitieren es oft als moralische Rechtfertigung für das, was sie „Märtyreroperationen“ nennen, wie zum Beispiel Selbstmordattentate.
Vor und während der Oslo-Abkommen kam es zu keiner Unterstützung durch die Mehrheit der palästinensischen Öffentlichkeit der Selbstmordaktionen der Hamas und PIJ. Die Palästinenser sahen den Oslo-Abkommen mit der Erwartung entgegen, dass sie zu Vereinbarungen mit Israel führen würden, die ihrem Ruf nach politischer Unabhängigkeit gerecht werden würden. Nach dem Scheitern der Osloer Abkommen, dem Misslingen des Friedensprozesses und dem Beginn der Zweiten Intifada wuchs das Interesse der Bevölkerung an den Märtyreroperationen. In dieser Zeit entwickelte sich das Märtyrertum über seine religiösen Konnotationen hinaus und wurde zu einem Ideal für die Widerstandsidentität säkularer palästinensischer Nationalisten.
Palästinensische politische Parteien und Nichtregierungsorganisationen fördern Gedenknarrative. Nationalistische Gruppierungen nutzten diese als politisches Instrument, um die öffentliche Meinung zu beeinflussen. Bildung, visuelle Medien, Gemeindeveranstaltungen, Zeremonien, Flugblätter und Plakate in den Palästinensischen Gebieten tragen zu positiven kulturellen Vorstellungen vom Märtyrertum bei und stellen getötete Palästinenser als Teil des Kampfes gegen die militärische Besatzung Israels dar.

## Historischer und etymologischer Hintergrund
In Palästina wird der Begriff Shahid für Märtyrer verwendet, um jede Person zu bezeichnen, die von einem Aggressor getötet wurde, unabhängig davon, ob es sich um einen gezielten oder ungezielten Angriff handelt und unabhängig von ihrer Religion. Laut The New York Times spiegelt dies die in der Gemeinschaft vorherrschende Ansicht wider, dass jeder getötete Palästinenser Teil des Widerstands gegen die israelische Besatzung ist.
Die Forscher Neil Whitehead und Nasser Abufarha stellen fest, dass das Shahid-Konzept eines Opfers, das in die Gewalt eines Unterdrückers fällt, zu einem Symbol der Ersten Intifada wurde und mit der politischen Dynamik jener Zeit übereinstimmte, als Bemühungen unternommen wurden, internationale Unterstützung für das Streben der Palästinenser nach Unabhängigkeit zu gewinnen.
Der Begriff Fedajin, der „derjenige, der sich selbst opfert“ bedeutet, wurde historisch unter Palästinensern verwendet, insbesondere in militanten Kontexten, um sich auf Individuen zu beziehen, die bereit sind, sich für eine Sache oder einen größeren Zweck zu opfern. In den 1970er Jahren wurde amaliyyat fida'iyya (Operationen der Selbstaufopferung) zu einer zentralen Strategie der palästinensischen Widerstandsgruppen. Im Gazastreifen kämpften die Fida'iyeen für die Befreiung, nicht für die Religion, und wurden aufgrund von Politik und religiösen Gründen nie Mudschahidin („Kämpfer des Dschihad für Gott“) genannt. Alle Fedajin und alle nichtkämpfenden Opfer werden als Shuhada, was Märtyrer meint, betrachtet.
Istishhadi, was so viel wie Märtyrer bedeutet, ist ein neuerer Begriff, der von der islamistischen Organisation Hamas entwickelt wurde und speziell von Palästinensern für diejenigen verwendet wird, die die amaliyyat istishhadiyya, Märtyreroperationen, durchführen. Laut dem palästinensischen Anthropologen Nasser Abufarha existierte der Begriff Istishhadi zuvor nicht im arabischen Wörterbuch. Die Hamas führte Märtyreroperationen, die im Westen allgemein als Selbstmordattentate bekannt sind, als eine Form der politischen Gewalt im Frühjahr 1994 ein, als sie ihre ersten Operationen in den Städten Afula und Hadera realisierte.
Istishhadi unterscheidet sich von den Konzepten Shahid oder Fida'i dadurch, dass Istishhadi die Idee ist, proaktiv nach dem Märtyrertod zu streben; eine Idee, die nicht traditionell islamisch ist. Während das Konzept des Shahid auf eine Opferrolle hindeutet, hebt das proaktive Konzept des Istishhadi das Heldentum in der Opfertat hervor.
Während die Fida'i Missionen übernahmen, die mit Sicherheit zum Tod führen würden, nehmen sich die Istishhadiyeen das Leben. Die Hamas prägte den Begriff „Istishhadi“ mit dem Ziel, Religion mit Selbstaufopferung zu verbinden, weil sie den Standpunkt vertritt, dass der Islam „die solideste Ideologie zur Erreichung der Ziele des palästinensischen nationalen Kampfes“ ist. Darüber hinaus wird der Akt der Istishhadi als ein „Blutbund“ gesehen, durch den der Austausch von Blut menschliches Leben mit dem Land verschmilzt.
Im Gegensatz zu Muhammad Abd al-Qadir Abu Faris Werk Shuhada' al-Filastin, was Palästinensische Märtyrer bedeutet, argumentiert Laleh Khalili, dass es bei der palästinensischen Identität nicht immer um den Märtyrertod geht und dass nationale Narrative nicht statisch sind. Die „Wurzeln“ des Märtyrergedenkens und der Märtyrer-Narrative sind weder palästinensische „kulturelle“ Charakteristika noch ausschließlich ein Ergebnis des Islams oder der Islamismuslehren. Palästinensische Narrative, die Märtyrer hervorheben, haben sich im Laufe der Zeit durch Adaption an lokale, regionale und internationale Bedingungen gewandelt.

## Entwicklung der Nutzung durch militante Gruppen
Die Entwicklung des Märtyrertums, von seinen islamischen Ursprüngen zu einem zentralen Grundsatz der palästinensischen nationalistischen Identität, der sowohl von religiösen als auch von säkularen Gruppierungen übernommen wurde, ist eng mit dem Aufstieg und den Aktivitäten palästinensischer islamistischer Organisationen wie der Hamas und des Palästinensischen Islamischen Dschihad (PIJ) verbunden.
Die Selbstaufopferung ist seit den 1990er Jahren integraler Bestandteil der palästinensischen Gesellschaft und des kollektiven Bewusstseins, wobei sein Ethos der Selbstaufopferung durch Indoktrination und Selbstmordattentate der Hamas, des PIJ und anderer militanter Gruppen tief verankert ist.
Sowohl als prägendes Ethos des palästinensischen Islam im Kampf gegen Israel als auch als moralische Rechtfertigung für palästinensische Selbstmordattentate hat sich die Selbstaufopferung etabliert.
Die Hamas hält den Märtyrertod für den höchsten Ausdruck des Dschihad und des islamischen Glaubens. Sie behauptet, dass der Einsatz von Selbstmordattentätern das palästinensische Volk strategisch gestärkt hat, und schreibt dies dem „palästinensischen Innovationsgenie“ ('abqariyyat al-ibda' al-filastini) zu. Hamas-Vertreter wiesen Behauptungen zurück, dass Selbstmordattentate der palästinensischen Sache schaden, und behaupten, dass „Märtyreroperationen“ den Triumph der muslimischen Seele, des Glaubens und der Spiritualität über die israelische oder westliche „technologische Denkweise“ widerspiegeln.

### In den 1990er Jahren
Der Wochenbericht des Jerusalem Media and Communication Centres, der seit Beginn der Ersten Intifada (1987–1993) erscheint, dokumentierte den Tod palästinensischer Kämpfer zunächst einfach als „Tote“ oder „palästinensische Tote“. Im August 1992 ging die Berichterstattung jedoch dazu über, diese Todesfälle als „Märtyrer-Todesfälle“ oder „Märtyrer“ zu bezeichnen, was eine signifikante Änderung in der Darstellung bedeutete. Diese Veränderung bot der Hamas eine Plattform, um die mit dem Islam verflochtene Märtyrerkultur an der Basis zu fördern und zu kräftigen. Dadurch, dass die Hamas Selbstmordattentate als ehrenhafte Taten gegen den Feind propagierte, fiel dem Märtyrertum bedeutendes Gewicht bei der Akzeptanz solcher Kampagnen durch die Palästinenser zu.
Während der Oslo-Abkommen hatten die militanten islamistischen Gruppen Hamas und Palästinensischer Islamischer Dschihad (PIJ) Schwierigkeiten, eine breite Zustimmung für ihre Märtyreroperationen zu erlangen, da die Palästinenser hofften, dass die Oslo-Abkommen zu Vereinbarungen mit Israel führen würden, die ihren Wunsch nach politischer Unabhängigkeit verwirklichen würden. Um in dieser Zeit Freiwillige zu gewinnen, bereiteten Hamas und PIJ ihre Mitglieder darauf vor, den Tod zu akzeptieren, und machten ihnen Versprechungen für das Leben nach dem Tod. Nach dem Scheitern der Osloer Abkommen und zu Beginn der Zweiten Intifada nahm jedoch das Interesse der Bevölkerung an Märtyreroperationen zu.

### 2000er Jahre bis heute
Während der Zweiten Intifada (2000–2005) wurde die Selbstaufopferung in der palästinensischen Gesellschaft noch tiefer verwurzelt. Nationalistische Fraktionen, die mit der Palästinensischen Autonomiebehörde verbündet sind, begrüßten sie ebenfalls als politisches Instrument zur Beeinflussung der öffentlichen Meinung. Die Täter von Selbstmordattentaten wurden als Helden verherrlicht. Diese Handlungen der Selbstaufopferung wurden als Methode zur Wiedererlangung der verlorenen Würde sowohl auf nationaler als auch auf familiärer Ebene angesehen. Die Familien der Märtyrer gewannen an sozialem Ansehen und materieller Unterstützung. Während der Zweiten Intifada entwickelte sich das Märtyrertum über seine religiösen Konnotationen hinaus und wurde zu einem Ideal für die Widerstandsidentität säkularer Nationalisten.
Palästinensische Beamte haben die Rolle von Opfern und Märtyrertum als Mittel betont, um internationale Aufmerksamkeit zu erregen und politische Ziele zu erreichen. Hassan Al-Kashef, Generaldirektor des Informationsministeriums der Palästinensischen Autonomiebehörde, erklärte einmal: „Der einzige Weg, unsere Bedingungen durchzusetzen, führt unweigerlich über unser Blut. Ohne dieses Blut hätte sich die Welt nie für uns interessiert ... die Macht der Intifada ist unsere einzige Waffe.“
Die Zweite Intifada war geprägt von Selbstmordattentaten. Im Anschluss daran wandten sich die Hamas und weitere palästinensische militante Gruppierungen weitgehend von dieser Taktik ab. Im August 2024 rief Chalid Maschal, ein Anführer der Hamas, zur Wiederaufnahme von Selbstmordattentaten auf.

### Märtyrerinnen
Die Islamwissenschaftlerin Lisa Maria Franke porträtiert in ihrem Fachbuch At the Doors of Paradise zehn palästinensische Märtyrerinnen. Die Arbeit basiert auf der qualitativen Forschungsmethode. Hierbei wurden Interviews mit Familienmitgliedern, Lehrern und dem sozialen Umfeld der weiblichen Selbstmordattentäterinnen geführt sowie Lobreden, Poster und Testamente der Märtyrerinnen ausgewertet. Die Erkenntnisse aus den Interviews mit den Hinterbliebenen wurden mit Analysen aus Interviews mit militanten Organisationen sowie Dritten, beispielsweise Journalisten, ergänzt. Franke konnte anhand dieser Gespräche feststellen, dass die Befreiung Palästinas als übergeordnetes Ziel betrachtet wird und Vorrang vor individuellen Meinungsverschiedenheiten über die Thematik der Märtyreroperationen hat. Die Islamwissenschaftlerin Britt Ziolkowski stellt fest, dass Frauen während der Zweiten Intifada einerseits zu Märtyrer-Müttern erhoben wurden und andererseits selbst zu Märtyrerinnen wurden. Die ersten vier weiblichen Märtyreroperationen, die als erfolgreich betitelt werden, machten die al-Aqsa-Märtyrerbrigaden für sich geltend. Ab 2004 traten Frauen auch unter der PIJ und der Hamas auf.

#### Aufgaben der Frauen
Nur wenige Frauen verübten Selbstmordattentate. Überwiegend waren sie für zweitrangige Aufgaben verantwortlich. Hierzu zählen die Unterstützung der männlichen Märtyrer, beispielsweise Ablenkungsmanöver und Geld- und Waffenschmuggel an Grenzen sowie Informationsbeschaffung. Frauen wurden auch eingesetzt, damit die Organisation, für die sie arbeiten, die Kontrolle über rivalisierende Gruppen hat. Dass Frauen eine Rolle zugewiesen wird, zeigt das Gewicht des Konflikts sowie den Einfluss der jeweiligen Organisation auf. Ein weiterer Grund zur Rekrutierung von Frauen besteht darin, dass sie im Vorfeld der Tat weniger Misstrauen hervorrufen. Weibliche Märtyrer haben eine höhere Chance, israelische Kontrollpunkte unbemerkt zu überqueren, was im weiteren Verlauf dazu führen kann, dass eine höhere Opferzahl erwirkt wird. Bezüglich dieser Sichtweise gibt es auch abweichende Meinungen. Beispielsweise geht die Nahost-Journalistin Barbara Victor davon aus, dass sich die israelischen Sicherheitskräfte der weiblichen Selbstmordattentäterinnen bewusst sind und ihre Sicherheitsvorkehrungen daran anpassen. Das Anwerben von Frauen erfolgte seitens der PIJ überwiegend in Städten und Dörfern des Westjordanlands sowie an Universitäten und mittels des Internets. Eine weitere Möglichkeit zeigte sich im eigenen Antrieb der Frauen. Einige suchten aktiv den Kontakt zu militanten palästinensischen Organisationen.

#### Charakterisierung und Beweggründe der Märtyrerinnen
In Bezug auf die Charakterisierung der palästinensischen Märtyrerinnen ist festzustellen, dass es sich überwiegend um gebildete Frauen handelt. Häufig handelt es sich um unverheiratete und kinderlose Universitätsabsolventinnen, die als religiös und politisch engagiert galten. Ihr Alter beläuft sich auf 15–27 Jahre. Mögliche Gründe, die die Frauen dazu bewegten zu Märtyrerinnen zu werden, sieht Ziolkowski im Wunsch nach politischer Beteiligung, dem Widerstand gegen die Unterdrückung von Frauen in der palästinensischen Gesellschaft und persönlichen Problemen der Frauen. Damit es zur Ausführung der Tat kommen kann, ist es für die Frauen in den meisten Fällen notwendig, sich entgegen der konservativ-traditionellen islamischen Konventionen zu verhalten. Gewöhnlich ist die Frau dazu angehalten, ein männliches Familienmitglied über ihr Verlassen des Hauses und den angestrebten Aufenthaltsort zu informieren. Dies kann aufgrund der Geheimhaltung des anstehenden Märtyrerinnentodes nicht eingehalten werden. Folglich existiert für die Frauen aufgrund der Missachtung der Geschlechterkonventionen keine Rückkehrmöglichkeit zu ihren Familien für den Fall des Misslingens der Tat.

#### Testamente
Die Testamente bestehen aus einem festgelegten Aufbau und einer bestimmten Form, da sie wie ein Vertrag angesehen werden. Dies gilt sowohl für männliche als auch weibliche Märtyrer. Der Aufbau besteht aus dem Inhalt, der Ankündigung der Tat, der Legitimation und der Aufforderung an die Lesenden. Es wird meistens zur Nachahmung der Märtyreroperation und der Weiterführung des Dschihads aufgefordert. Die Legitimation basiert beispielsweise auf einem Beleg aus dem Koran und aus einer nicht-religiösen Begründung. In begrenztem Umfang ist es möglich, das Testament individuell zu gestalten.

## Gedenkformen
In Palästina fördern sowohl politische Gruppen als auch Nichtregierungsorganisationen Gedenknarrative in folgenden Formen: Geschichtserzählung, Gedenkbilder, Bildung, veröffentlichte und elektronische Medien, ehrenvolle Benennung (von Ereignissen, Personen und Orten) und feierliche Zusammenkünfte. Das Narrativ des Gedenkens wird genutzt, um Vergangenheit, Gegenwart und Zukunft zu erklären. Laleh Kahlili stellt fest, dass „bestimmte Gedenkpraktiken so interpretiert werden können, dass sie ein nationalistisches Publikum in einem Setting ansprechen und in einem anderen an die internationalen Menschenrechte appellieren.“ Ein und dasselbe Narrativ kann je nach Publikum und Mitglied der Gesellschaft unterschiedliche Zwecke erfüllen.

### Benennung von Veranstaltungen, Personen und Räumen
Durch ihre Feldforschung fand Khalili Performance-Gruppen in Flüchtlingslagern, die nach Muhammad al-Durrah und anderen lokalen Märtyrern benannt sind. UNRWA-Schulen (siehe auch: Hilfswerk der Vereinten Nationen für Palästina-Flüchtlinge im Nahen Osten) im Libanon sind nach palästinensischen Dörfern und Städten bezeichnet. Außerhalb der besetzten Gebiete sind Flüchtlingslager Orte, an denen palästinensische Organisationen eine gewisse Kontrolle über die Benennung und Regelung von Räumen haben.
Im privaten Bereich werden Kinder zuweilen nach Märtyrern und Märtyrerinnen benannt. Khalili berichtet, dass eine Frau im Lager Nahr al-Barid ihre Tochter nach Wafa Idris benannte.

### Gesellschaftliche Veranstaltungen
Moscheen in Flüchtlingslagern dienen als Orte von Gedenkzeremonien und damit nicht nur als Orte des Gebets. Über die Lautsprecher der Moscheen wurden die Todesfälle, die Zeit und der Ort der Beerdigungen, die Daten der Zeremonien und Demonstrationen sowie weitere Ereignisse übertragen.

### Medien
Palästinensische Märtyrer werden in den verschiedensten palästinensischen Medien, unter anderem im Fernsehen, in der Literatur, im Internet, ausführlich dargestellt. Diese Auftritte in den Medien werden von unterstützenden Organisationen, wie den al-Aqsa-Märtyrerbrigaden gestaltet und verbreitet. Die strategische Manipulation der Medien durch diese Organisationen spielt eine entscheidende Rolle bei der Billigung und Verherrlichung des Märtyrertodes in der palästinensischen Gesellschaft. Dabei geht es um die Gestaltung der Identität der Märtyrer durch die Veröffentlichung von Texten sowie die Verbreitung von Bild- und Tonmaterial. Diese Materialien prägen die öffentliche Meinung und stärken das Profil der Organisation in der wettbewerbsorientierten Landschaft bewaffneter Gruppen.

#### Poster
Die Verwendung von Fotografien zum Gedenken an Märtyrer ist keine Besonderheit der Palästinenser, aber die Übertragung von Märtyrern in den öffentlichen Raum, indem in großer Zahl Poster genutzt werden, ist eine innovative Form des Gedenkens im politischen Kontext des Nahen Ostens. Seit den 1970er Jahren werden Plakate zu Ehren von Menschen, die im Konflikt mit Israel gestorben sind, auf den Straßen aufgehängt. Im Jahr 2006 erklärte Abu Hashhash, dass „Plakate von Märtyrern, die von verschiedenen palästinensischen politischen Parteien produziert wurden, heute die führende Form sind, durch die das Konzept des Märtyrertums dargestellt und kommuniziert wird.“
Plakate tragen zu einer breiteren Erzählung bei, prägen die Wahrnehmung und verstärken die kulturelle Verherrlichung des Märtyrertums. Moscheen, die mit der Hamas verbunden sind, dienen oft als Propagandaplattformen, indem sie Plakate und Broschüren aufstellen, die Selbstmordattentäter und inhaftierte Hamas-Kämpfer verherrlichen.
Unabhängig von der politischen Zugehörigkeit, dem Alter oder dem Geschlecht des Märtyrers können drei wesentliche und konsistente Elemente auf Plakaten vorhanden sein: ein Foto des Märtyrer, ein „Nachruf“-Text, der typischerweise einen Koranvers enthält, und verschiedene Symbole.

#### Soziale Medien
Märtyrer werden in palästinensischen sozialen Netzwerken verehrt, wo Inhalte, die an sie erinnern und ihren Heldenmut preisen, weit verbreitet sind. Oftmals erhalten sie eigene Fanseiten. Familienmitglieder teilen Bilder, Teilnehmer bringen ihre Trauer zum Ausdruck, es werden Lobeshymnen gepostet, die Tausende von Anhängern haben. Solche Plattformen werden auch genutzt, um provokante Inhalte zu verbreiten. Darüber hinaus wird den Märtyrern in Liedern gedacht, in denen ihr Heldentum gepriesen wird, während Photoshop-Bilder sie vor himmlischen Hintergründen zeigen, begleitet von Bildunterschriften wie „Die Shahids sterben nicht, sondern ihr Blut schmückt die Revolution.“

### Bildung
Palästinensische Schulbücher beinhalten ausdrücklich das Lernziel der „Glorifizierung des Konzepts des Märtyrertums und seiner Märtyrer“. Einem Bericht des von der EU beauftragten Georg-Eckert-Instituts zufolge finden sich in palästinensischen Schulbüchern „keine direkten Aufrufe zur Gewalt gegen Israelis“, aber „Gewalt gegen israelische Zivilisten, wie sie bei Angriffen palästinensischer Organisationen in den 1970er Jahren verübt wurde, wird nicht verurteilt, sondern als legitime Methode des Kampfes in dieser Zeit dargestellt; terroristische Handlungen, wie die von Dalal Mughrabi, werden als Beispiele für aufopferungsvollen ‚Widerstand‘ weitergegeben.“
Der palästinensische Lehrplan legt großen Wert auf das Auswendiglernen, einschließlich des Auswendiglernens von Gedichten und Liedern, die die Selbstaufopferung verherrlichen. Erfolgreiche Darbietungen, wie sie in Videos aus Klassenzimmern zu sehen sind, werden von den Lehrkräften gutgeheißen. Abd al-Rahim Mahmuds Gedicht „Der Märtyrer“, das in mindestens einem Schulbuch enthalten ist, enthält die Zeile: „Ich sehe meinen Tod ohne mein gestohlenes Recht und ohne mein Land als ein Erwünschtes.“ Auf Schildern an den Wänden der von der Hamas betriebenen Kindergärten ist zu lesen: „Die Kinder des Kindergartens sind die Shahids (Märtyrer) von Morgen.“ In den Handbüchern der Lehrkräfte wird der Dschihad als Pflicht dargestellt und das Märtyrertum als edles Opfer glorifiziert, das mit dem Versprechen himmlischer Belohnungen für diejenigen einhergeht, die sterben.
Im Jahr 2006 ergab eine von einem palästinensischen Psychiater im Gazastreifen durchgeführte Studie, dass unter den 12- bis 14-Jährigen 36 % der Jungen und 17 % der Mädchen den Wunsch äußerten, Märtyrer zu werden, sobald sie 18 Jahre alt sind. 2017 strahlte die Hamas im Gazastreifen ein Kinderfernsehprogramm aus, in dem junge Kinder Selbstmordattentate priesen und den Wunsch äußerten, sich für die Befreiung Jerusalems und Palästinas zu opfern. Im November 2023 veröffentlichte ein Kindergarten in Beit Awwa Videos, in denen Kinder bei simulierten militärischen Übungen mit Spielzeuggewehren zu sehen waren, die die Tötung von IDF-Soldaten darstellten und eine Beerdigung für ein „Märtyrerkind“ nachspielten. Laut einem Bericht des Jewish Chronicle wird Schülern im Gazastreifen Mathematik anhand der Berechnung der Zahl von Märtyrern, die in palästinensischen Aufständen ums Leben kamen, beigebracht.
Das Arab Resource Centre for Popular Arts (ARCPA) hat ein „Ahmad und Maryam Lernpaket“ erstellt, ein Lehrbuch, das auf verschiedenen Quellen, wie Interviews und mündlichen Erzählungen basiert. Das Lehrbuch erzählt die Geschichte von Ahmad und Maryam, zwei palästinensischen Kindern aus dem Dorf Saffuriyya, und ihrer Flucht im Jahr 1948 in den Libanon. Der Palästinakrieg wird mittels eines Cartoons dargestellt, die Gewalt wird hierbei nicht beschönigt. In dem Buch werden Waffen nur von Zionisten getragen, die durch einen Davidstern und ihr europäisches Aussehen gekennzeichnet sind. Hingegen wird der Widerstand der palästinensischen Dorfbewohner nicht dargestellt.

## Symbolik
In der palästinensischen Kultur ist es Brauch, Märtyrerbegräbnisse in Hochzeiten umzuwandeln. Anstatt den Tod eines Märtyrers als trauriges Ereignis abzubilden, wird er im palästinensischen Mythos als Hochzeitszeremonie ausgestaltet, bei der der Verstorbene symbolisch mit dem Land Palästina vermählt wird. Diese Umwandlung unterstreicht den symbolischen Akt der Transformation eines Begräbnisses in eine Hochzeit als Darstellung des kollektiven Kampfes und der Widerstandsfähigkeit der Märtyrer.

## In der vergleichenden Wissenschaft
Wissenschaftler, die Selbstmordattentate in Pakistan und Palästina verglichen, stellten fest, dass die Anerkennung und Verherrlichung von Selbstmordattentätern nach dem Märtyrertod in Pakistan weniger verbreitet ist. Die Palästinenser neigen dazu, eine umfangreichere Sammlung von diversem Material zu diesem Phänomen zusammenzustellen.
Die Kultur des Märtyrertums und des Todes führt zu entsetzenerregenden sprachlichen Wendungen. So verglich beispielsweise der Hamas-Führer Abd al-Aziz ar-Rantisi das Märtyrertum mit der „Industrie des Lebens“, und Ahmad Bahr, stellvertretender Sprecher des PNA-Legislativrats, behauptete, dass „das Märtyrertum ein Leben ist, ein Leben voller Heldentum und Tapferkeit“. Diese Äußerungen verdeutlichen, dass die zeitgenössischen radikal-islamischen Bewegungen und der Faschismus trotz ihrer grundlegenden Unterschiede ein gemeinsames Element der Verherrlichung von Gewalt und Tod haben, wie die spanische Bürgerkriegsparole „Viva la Muerte!“ („Es lebe der Tod“) zeigt.